# Papillacarus aciculatus
Papillacarus aciculatus är en kvalsterart som först beskrevs av Berlese 1905.  Papillacarus aciculatus ingår i släktet Papillacarus och familjen Lohmanniidae. Inga underarter finns listade i Catalogue of Life.